# FC Struga
FC Struga Trim-Lum (Macedonisch: ФК Струга Трим-Лум, FK Struga Trim-Lum) is een Macedonische voetbalclub uit de stad Struga. De club komt sinds het seizoen 2019/20 uit in de Prva Liga en werd in het seizoen 2022/23 voor het eerst in de clubgeschiedenis landskampioen.

## Geschiedenis

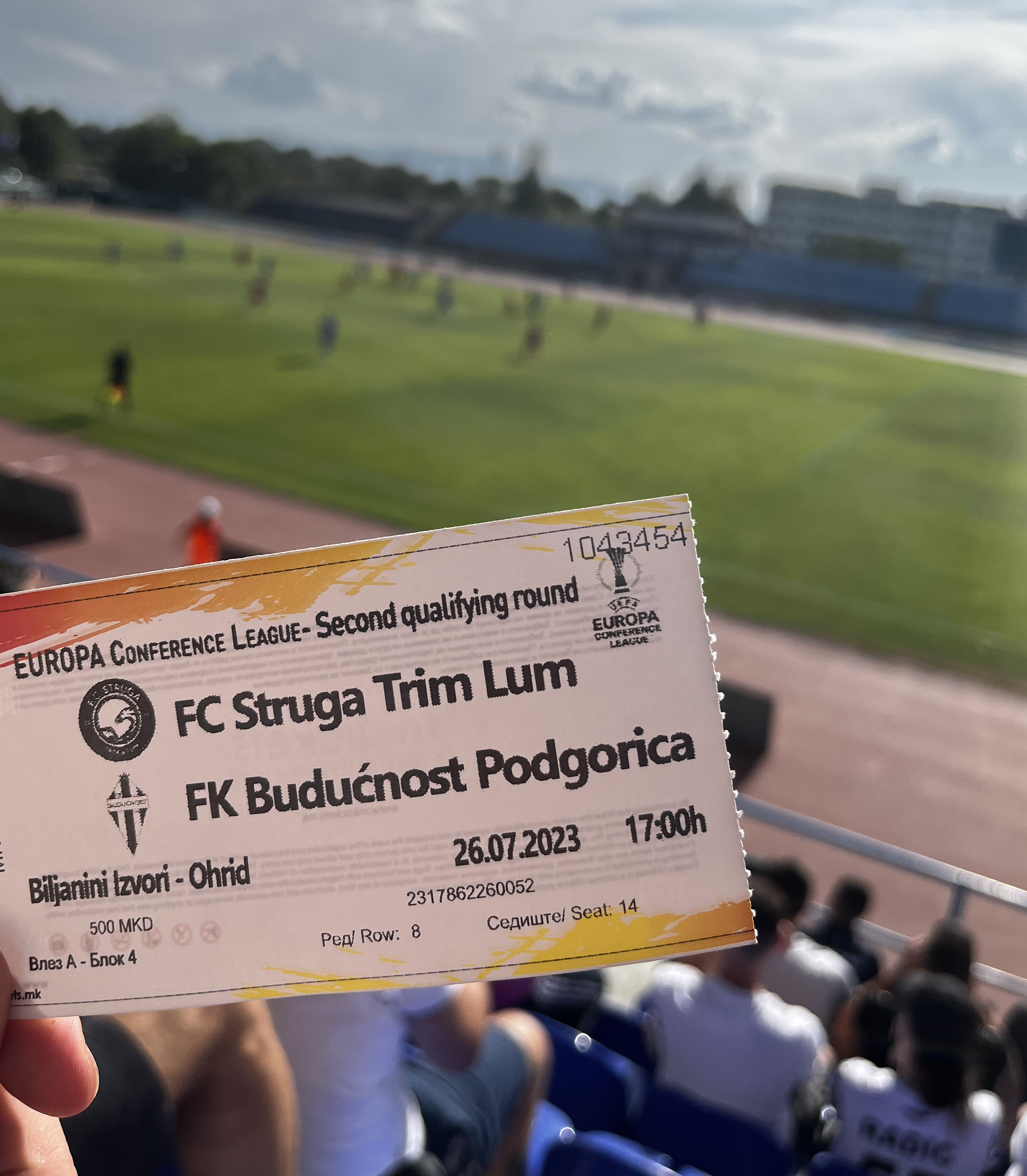
Toegangsbewijs voor de UEFA Europa Conference League wedstrijd tegen FK Budućnost Podgorica op 6 juli 2023, gespeeld in het SRC Biljanini Izvori.

De club werd in 2015 opgericht en de club speelt sinds de oprichting in het Gradska Plaža Stadion. In diens eerste seizoen won de club direct de regionale poule op het vierde niveau. Zo kwam het in het seizoen 2016/17 voor het eerst uit op het derde niveau in de Treta Liga en promoveerde het na het kampioenschap direct naar de Vtora Liga. Na twee seizoenen in de Vtora Liga promoveerde voor het na het kampioenschap voor het eerst naar de Prva Liga. 
Na het behalen van een derde plaats in het seizoen 2020/21 speelde de club in de aanloop naar het seizoen 2021/22 voor het eerst een Europese wedstrijd. Zo werd het in de eerste kwalificatieronde over twee wedstrijden uitgeschakeld door het Letse FK Liepāja. In het seizoen 2022/23 wist de club kampioen te worden op het hoogste niveau en had het aan het eind van het seizoen tien punten voorsprong op de nummer twee KF Shkupi. Daardoor speelde de club in aanloop naar het seizoen 2023/24 in de eerste kwalificatieronde voor de UEFA Champions League, waarin het over twee wedstrijden door FK Žalgiris uit Litouwen werd uitgeschakeld.

## Speellocaties
FC Struga speelt sinds de oprichting in het Gradska Plaža Stadion dat stamt uit 1970. De club deelt het stadion met FK Karaorman, eveneens een voetbalclub uit Struga. De capaciteit omvat 800 plaatsen en 2000 inclusief staanplaatsen. Voor grotere wedstrijden wordt uitgeweken naar het SRC Biljanini Izvori in het nabij gelegen Ohrid. Dat stadion biedt plaats aan 3978 toeschouwers en tijdens internationale wedstrijden aan 1478 toeschouwers. Een andere speellocatie is het Training Centre Petar Miloševski in Skopje.

## Erelijst
Prva Liga
Kampioen: 2023, 2024
Vtora Liga
Kampioen: 2019
Treta Liga
Kampioen: 2017

## Eindklasseringen
| 1 |

| 4 |

| 1 |

| 10 |

| 3 |

| 6 |

| 1 |

| 1 |

| Prva Liga | Vtora Liga | Treta Liga |

## In Europa
#Q = #kwalificatieronde, #R = #ronde, T/U = Thuis/Uit, W = Wedstrijd, PUC = punten UEFA-coëfficiënten.
Uitslagen vanuit gezichtspunt FK Struga
| Seizoen | Competitie        | Ronde | Land                | Club                   | Totaalscore | 1e W    | 2e W    | PUC |
| ------- | ----------------- | ----- | ------------------- | ---------------------- | ----------- | ------- | ------- | --- |
| 2021/22 | Conference League | 1Q    | Vlag van Letland    | FK Liepāja             | 2-5         | 1-1 (U) | 1-4 (T) | 0.5 |
| 2023/24 | Champions League  | 1Q    | Vlag van Litouwen   | FK Žalgiris            | 1-2         | 0-0 (U) | 1-2 (T) | 3.5 |
| 2023/24 | Conference League | 2Q    | Vlag van Montenegro | FK Budućnost Podgorica | 5-3         | 1-0 (T) | 4-3 (U) | 3.5 |
| 2023/24 | Conference League | 3Q    | Vlag van Luxemburg  | Swift Hesperange       | 4-3         | 3-1 (T) | 1-2 (U) | 3.5 |
| 2023/24 | Conference League | PO    | Vlag van IJsland    | Breiðablik Kópavogur   | 0-2         | 0-1 (T) | 0-1 (U) | 3.5 |
| 2024/25 | Champions League  | 1Q    | Vlag van Slowakije  | Slovan Bratislava      | 3-6         | 2-4 (U) | 1-2 (T) | 0.1 |
| 2024/25 | Conference League | 2Q    | Vlag van Armenië    | FC Pjoenik Jerevan     | 3-4         | 2-1 (T) | 1-3 (U) | 0.1 |

Totaal aantal punten voor UEFA-coëfficiënten: 5.0
Zie ook
- Deelnemers UEFA-toernooien Noord-Macedonië
- Ranglijst van alle clubs die in de diverse Europa Cups zijn uitgekomen

Besa ·
AP Brera Strumica · 
Gostivar · 
Pelister · 
Rabotnički · 
Shkëndija · 
Shkupi · 
Sileks ·
Struga · 
Tikveš ·
Vardar Skopje ·
Voska Sport ·